# Arkham Horror
Arkham Horror è un gioco da tavolo di cooperazione ideato da Richard Launius e pubblicato nel 1987. Il gioco è stato riveduto, modificato e ripubblicato nel 2005 e nel 2018 dalla Fantasy Flight Games, pertanto attualmente esistono tre edizioni del gioco profondamente diverse tra loro.
È ambientato ad Arkham, un'immaginaria città del Massachusetts inventata dallo scrittore Howard Phillips Lovecraft.

## Trama

Logo del gioco

Il gioco è una via di mezzo tra un gioco da tavolo e un gioco di ruolo. Nella seconda edizione, i giocatori (da 1 a 8) interpretano la parte di alcuni investigatori che devono cercare di sconfiggere i mostri che infestano le strade di Arkham e chiudere i portali che consentono a questi mostri di entrare nel nostro mondo. Sugli investigatori incombe la minaccia del Grande Antico, ovvero un mostro di grande potenza che potrebbe risvegliarsi in alcune situazioni del gioco. Nella terza edizione invece, i giocatori (da 1 a 6) non dovranno necessariamente sconfiggere un grande antico, bensì vivranno le vicende che si svilupperanno lungo una trama articolata determinata dallo scenario scelto all'inizio del gioco.

## Meccanica di gioco (2ed)
Il gioco è basato fondamentalmente sul lancio di dadi e sulla cooperazione. I giocatori sono tutti parte di una sola squadra di investigatori che ha come obiettivo comune quello di impedire il risveglio del Grande Antico oppure, nell'eventualità in cui questo riesca a risvegliarsi, di riuscire nell'ardua impresa di sconfiggerlo per impedirgli di invadere la nostra dimensione.
Per impedire il risveglio del grande antico i giocatori dovranno muoversi nelle varie locazioni sulla mappa per chiudere i portali dimensionali che si aprono ad ogni turno; tuttavia per chiudere un portale è necessario che l'investigatore esplori il mondo in cui il portale conduce, operazione molto rischiosa e che richiede più turni (mentre mediamente in ogni turno si apre un nuovo portale). Gli investigatori pertanto devono collaborare tra loro per evitare di perdere tempo esplorando in due lo stesso portale: il tempo è un fattore chiave visto che ogni turno avvicina il risveglio del Grande Antico.
Gli investigatori potranno usufruire di carte che forniscono bonus:
- Armi: forniscono un bonus per il combattimento fisico, ad esempio pistole, pugnali, fruste, ecc.
- Incantesimi: magie che devono essere lanciate e che se lanciate con successo producono effetti molto potenti
- Armi magiche: poteri particolari che aumentano l'abilità di un investigatore
- Alleati: cittadini che forniscono aiuto all'investigatore
- Abilità: potenziamenti particolari

## Espansioni (2ed)
- 1 - 2006 - Arkham Horror: La Maledizione del Faraone Nero
- 2 - 2006 - Arkham Horror: L'orrore di Dunwich
- 3 - 2007 - Arkham Horror: Il Re in Giallo
- 4 - 2008 - Arkham Horror: L'orrore di Kingsport
- 5 - 2008 - Arkham Horror: Il capro nero dei boschi
- 6 - 2009 - Arkham Horror: L'orrore di Innsmouth
- 7 - 2010 - Arkham Horror: il Guardiano della Soglia
- 8 - 2011 - Arkham Horror: L'Orrore di Miskatonic
- 9 - 2011 - Arkham Horror: La Maledizione del Faraone Nero - Revised Edition (non tradotta in Italiano)

## Espansioni (3ed)
- 1 - 2019 - Arkham Horror: Nel Cuore della Notte
- 2 - 2020 - Arkham Horror: Abissi Oscuri
- 3 - 2020 - Arkham Horror: I segreti dell'ordine

## Differenze tra le versioni
Le edizioni hanno alcuni aspetti in comune, e ognuna vuole ovviamente essere un'evoluzione del regolamento della versione precedente. La seconda edizione sembra quella che più riesce a rendere l'atmosfera delle opere di H. P. Lovecraft ma con un regolamento e una lunghezza delle partite sempre più pesanti man mano che si aggiungono espansioni. La terza edizione al contrario mitiga questi fattori negativi con un tabellone modulare e un regolamento più snello che riprende alcuni dei giochi più moderni della linea "Arkham Horror Files" della Fantasy Flight Games, ma proprio per questo non convince alcuni appassionati che sentono meno l'atmosfera, mantenendo acceso il dibattito su quale sia la versione migliore.